# Ranger (Géorgie)
Pour les articles homonymes, voir Ranger.
Ranger est une ville américaine située dans le comté de Gordon, en Géorgie. Selon le recensement de 2020, sa population est de 107 habitants.